# Paromalus babaulti
Paromalus babaulti är en skalbaggsart som först beskrevs av Cooman 1935.  Paromalus babaulti ingår i släktet Paromalus och familjen stumpbaggar. Inga underarter finns listade i Catalogue of Life.